# Fire Meet Gasoline
"Fire Meet Gasoline" es una canción de la cantante y compositora australiana Sia perteneciente a su sexto álbum de estudio, 1000 Forms of Fear (2014). Fue escrito por Sia, Sam Dixon y Greg Kurstin, este último también produjo la canción. Fue lanzado oficialmente como sencillo en Alemania el 19 de junio de 2015.

## Video musical
El video musical fue lanzado el 23 de abril de 2015 a la cuenta VEVO de YouTube de Sia, protagonizado por la modelo Heidi Klum y el actor de "Game of Thrones" Pedro Pascal, fue filmado exclusivamente para la línea de ropa interior de Klum. Estos dos protagonizan a una pareja en medio de una relación dramática, en el medio del video, el personaje de Klum enciende su casa en llamas y juntos ver arder por su fin. La cantante nunca aparece en lo visual, pero su rubia peluca lo hace. Sia no participó en el rodaje del video, que fue dirigido por Francesco Carrozzini. Aunque se pensaba que Sia lanzaría un nuevo sencillo, la cantante explicó: "no es un video musical oficial, ni es mi nuevo sencillo, es un anuncio de ropa interior a la que me licenciado una canción".
Klum dijo que estaba "emocionada" de tener la canción de Sia en su video, "Sia es uno de esos artistas increíbles que pone tanta pasión en su trabajo", dijo en un comunicado. "Recuerdo que quedé impresionada la primera vez que escuché su voz en "Breathe Me", agregó." Me encantan grandes colaboraciones y tener la oportunidad de aparecer en el video mientras llevaba mi colección Heidi Klum Intimates, es definitivamente allí.

## Posiciones en listas

### Posiciones semanales
| País           | Lista                        | Mejor posición |      |
| 2015           | 2015                         | 2015           | 2015 |
| -------------- | ---------------------------- | -------------- | ---- |
| Alemania       | Media Control Charts         | 85             |      |
| Austria        | Ö3 Austria Top 40            | 68             |      |
| Bélgica        | Ultratip (Flamenca)          | 12             |      |
| Bélgica        | Ultratip (Valona)            | 4              |      |
| Estados Unidos | Billboard Twitter Top Tracks | 5              |      |
| Francia        | SNEP Singles Chart           | 39             |      |

## Fecha de Lanzamiento
| Región   | Fecha               | Formato                     | Discográfica |
| -------- | ------------------- | --------------------------- | ------------ |
| Alemania | 19 de junio de 2015 | Sencillo en CD, maxi Single | RCA Sony     |